# У Вэньцзюнь
У Вэньцзю́нь (Ву Вэньцзю́нь) (кит. упр. 吳文俊, пиньинь Wu Wenjun; 12 мая 1919, Шанхай, Китай — 7 мая 2017) — китайский математик.  Народный учёный Китая (2019, посмертно).

## Биография
Окончил Цзяотунский университет в Шанхае в 1940 году. В 1947 году он поехал во Францию для продолжения учёбы в Страсбургском университете. Ученик Ш.Эресманна. C 1957 года академик АН Китая.
Основные работы лежат в области алгебраической топологии. Также внёс вклад в алгебраическую геометрию, теорию игр, теорию искусственного интеллекта (автоматическое доказательство теорем), историографию китайской математики с древних времен до современности.
Лауреат Государственной премии Китая по науке и технологиям (2000) и премии Шао (Shaw Prize) по математике (2006). Президент Китайского математического общества.
4 августа 2001 года в честь У Вэньцзюня астероиду, открытому 19 февраля 1997 года в рамках пекинской Шмидт-ПЗС астероидной программы на наблюдательной станции Синлун, КНР, присвоено наименование 7683 Wuwenjun.
7 сентября 2022 года в его честь была выпущена почтовая марка КНР из серии «Современные учёные Китая» (кит. упр. 中国现代科学家), тиражом 9,8 млн экземпляров.